# 11月15日 (旧暦)
旧暦11月15日は旧暦11月の15日目である。六曜は先勝である。

## できごと
- 慶長19年（グレゴリオ暦1614年12月15日） - 大坂冬の陣で徳川家康軍が大坂城攻撃に出陣
- 慶応3年（グレゴリオ暦1867年12月10日） - 近江屋事件にて坂本龍馬と中岡慎太郎が襲撃される。龍馬は当日死亡、中岡は事件から3日目に死亡した。
- 明治5年（グレゴリオ暦1872年12月15日） - 「国立銀行条例」制定
- 明治5年（グレゴリオ暦1872年12月15日） - 神武天皇即位の年を日本の紀元（神武天皇即位紀元）として制定

## 誕生日
- 永正4年（ユリウス暦1507年12月18日） - 大内義隆、大名（+ 1551年）
- 寛政9年（グレゴリオ暦1798年1月1日） - 歌川国芳、浮世絵師（+ 1861年）
- 文政2年（グレゴリオ暦1819年12月31日） - 宮地常磐、潮江天満宮神主（+ 1890年）
- 天保6年（グレゴリオ暦1836年1月3日） - 坂本龍馬、幕末の志士（+ 1867年）
- 弘化4年（グレゴリオ暦1847年12月22日） - 大槻文彦、国語学者『言海』（+ 1928年）
- 文久元年（グレゴリオ暦1861年12月16日） - 落合直文、歌人（+ 1903年）
- 文久3年（グレゴリオ暦1863年12月25日） - 志賀重昂、地理学者・政治家（+ 1927年）

## 忌日
- 天正14年（ユリウス暦1586年12月25日） - 吉川元春、戦国武将・毛利元就の次男（* 1530年）
- 承応2年（グレゴリオ暦1654年1月3日） - 松永貞徳、俳諧師・古典学者（* 1571年）
- 慶応3年（グレゴリオ暦1867年12月10日） - 坂本龍馬、幕末の志士（* 1836年）

## 記念日・年中行事
⒈七五三